# Asbestopluma furcata
Asbestopluma furcata är en svampdjursart som beskrevs av William Lundbeck 1905. Asbestopluma furcata ingår i släktet Asbestopluma och familjen Cladorhizidae. Inga underarter finns listade i Catalogue of Life.